# Норт-Топсейл-Біч (Північна Кароліна)
Норт-Топсейл-Біч (англ. North Topsail Beach) — місто (англ. town) в США, в окрузі Онслов штату Північна Кароліна. Населення — 1005 осіб (2020).

## Географія
Норт-Топсейл-Біч розташований за координатами 34°29′19″ пн. ш. 77°26′15″ зх. д. / 34.48861° пн. ш. 77.43750° зх. д. (34.488732, -77.437384).  За даними Бюро перепису населення США в 2010 році місто мало площу 27,25 км², з яких 16,45 км² — суходіл та 10,80 км² — водойми.

## Демографія
Згідно з переписом 2010 року, у місті мешкали 743 особи в 400 домогосподарствах у складі 211 родини. Густота населення становила 27 осіб/км².  Було 2547 помешкань (93/км²).
Расовий склад населення:
| - 94,3 % — білих - 1,7 % — чорних або афроамериканців - 1,3 % — азіатів - 0,5 % — корінних американців - 0,4 % — вихідців з тихоокеанських островів - 1,1 % — осіб інших рас |

До двох чи більше рас належало 0,5 %. Частка іспаномовних становила 3,2 % від усіх жителів.
За віковим діапазоном населення розподілялося таким чином: 8,3 % — особи молодші 18 років, 74,7 % — особи у віці 18—64 років, 17,0 % — особи у віці 65 років та старші. Медіана віку мешканця становила 43,5 року. На 100 осіб жіночої статі у місті припадало 125,2 чоловіків;  на 100 жінок у віці від 18 років та старших — 124,8 чоловіків також старших 18 років.
Середній дохід на одне домашнє господарство  становив 73 744 долари США (медіана — 59 750), а середній дохід на одну сім'ю — 87 946 доларів (медіана — 61 313). За межею бідності перебувало 12,2 % осіб, у тому числі 40,5 % дітей у віці до 18 років та 3,4 % осіб у віці 65 років та старших.
Цивільне працевлаштоване населення становило 453 особи. Основні галузі зайнятості: освіта, охорона здоров'я та соціальна допомога — 25,2 %, мистецтво, розваги та відпочинок — 17,4 %, роздрібна торгівля — 16,3 %.